# 佩奇湖 (東普里格尼茨-魯平縣)

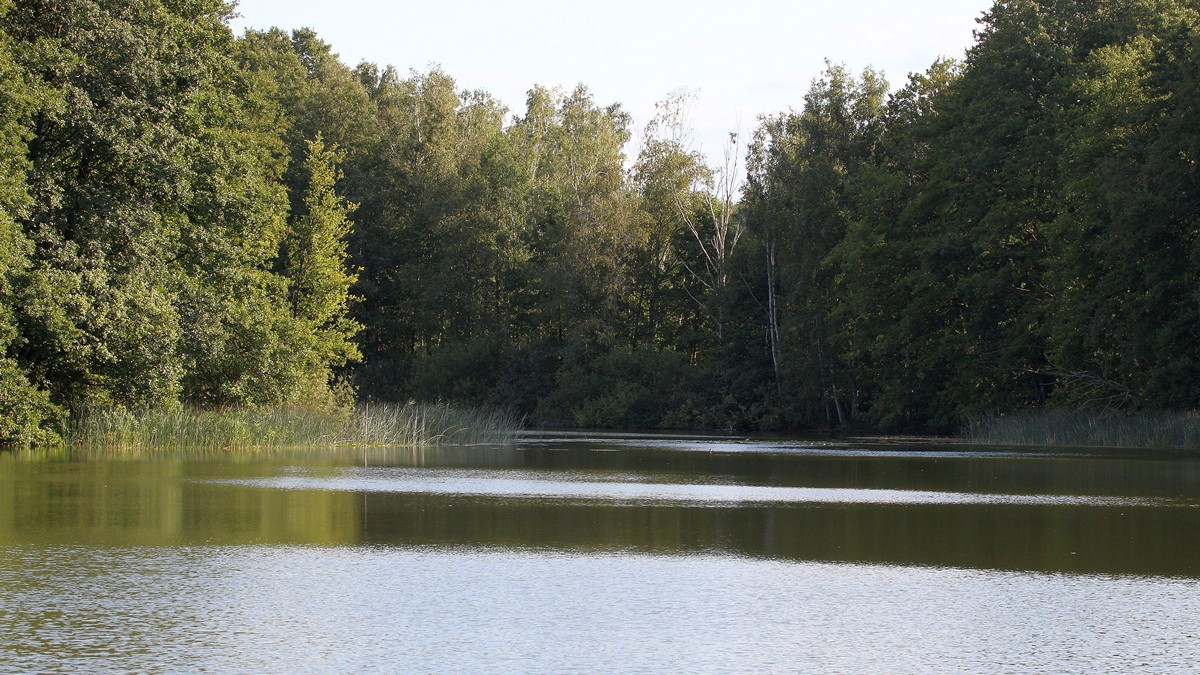

佩奇湖（德語：Pätschsee），是德國的湖泊，位於該國西南部，由勃蘭登堡州負責管轄，處於東普里格尼茨-魯平縣，長0.5公里、寬0.4公里，面積0.09平方公里，海拔高度57米，湖岸線長度1.6公里。
53°10′18″N 12°51′57″E / 53.171641°N 12.865776°E